# كارولين كروفورد
كارولين كروفورد (بالإنجليزية: Caroline Crawford)‏ هي مغنية أمريكية، ولدت في 1949.

## وصلات خارجية
- كارولين كروفورد على موقع IMDb (الإنجليزية)
- كارولين كروفورد على موقع ميوزك برينز (الإنجليزية)
- كارولين كروفورد على موقع أول ميوزيك (الإنجليزية)
- كارولين كروفورد على موقع أول ميوزيك (الإنجليزية)
- كارولين كروفورد على موقع ديسكوغز (الإنجليزية)